# Sesquiluna albilunata
Sesquiluna albilunata är en fjärilsart som beskrevs av George Francis Hampson 1910. Sesquiluna albilunata ingår i släktet Sesquiluna och familjen Eupterotidae. Inga underarter finns listade i Catalogue of Life.